# Craspedosis stenotera
Craspedosis stenotera là một loài bướm đêm trong họ Geometridae.